# Ciałka czuciowe
Ciałka czuciowe, ciałka zmysłowe – u kręgowców wielokomórkowe struktury odbierające różne rodzaje czucia.
Zbudowane są z tkanki łącznej i wnikających do niej włókien nerwowych czuciowych.
U człowieka występują m.in. ciałka dotykowe (ciałka Meissnera) – owalne i otorbione, znajdujące się w obrębie brodawek skórnych w skórze nieowłosionej (głównie w opuszkach palców, także na dłoniach, podeszwach stóp, wargach, spojówkach i sutkach).